# Participarea României la Războiul din Irak

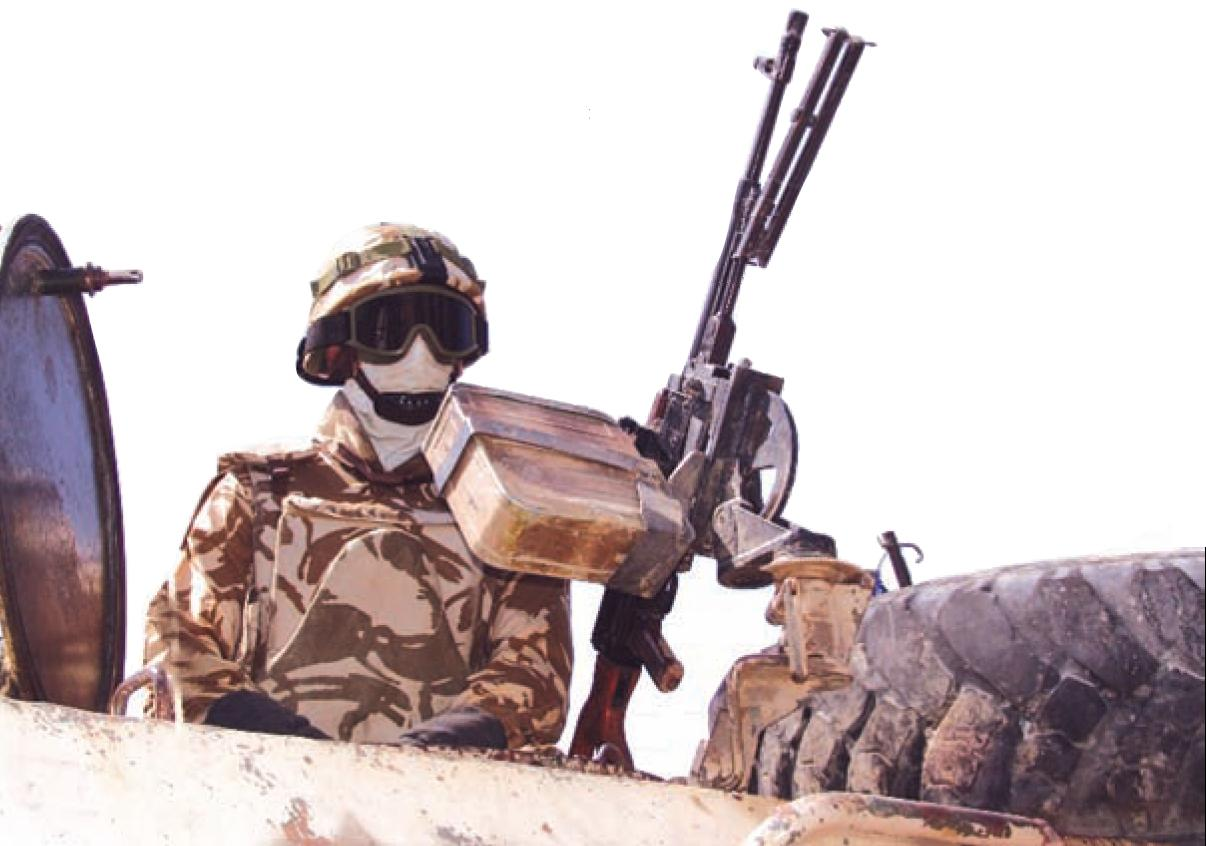
Soldat român în Irak

După Invazia Irakului din 2003, România a participat de partea Forțelor Multinaționale la Războiul din Irak din 2003-2011 și la operațiunile de păstrare a păcii de după război.
Participarea la operațiunile Antica Babilonia și Iraqi Freedom a reprezentat o provocare pentru Armata Română și un efort financiar considerabil din partea României.

## Decese
- Barbu Ion (1969-2004)

## Acuzații de mită
În Afganistan sau Irak, un militar român câștigă 40 de euro pe zi într-o misiune care durează șase luni (în total cca. 7200 de euro). Sub protecția anonimatului au apărut mai multe declarații în presă conform cărora se plătește mită unor superiori de cca. 1000 - 2.000 de euro pentru plecare. Situația este similară și în cadrul plecării militarilor români spre Afganistan.

## Vezi și
- Participarea României la Războiul din Afganistan